# Campeonato Brasileiro Série B 2011
Il Campeonato Brasileiro Série B 2011 è stata la trentesima edizione del Campeonato Brasileiro Série B ed è stata vinta dalla Portuguesa. Oltre alla Portuguesa, hanno ottenuto la promozione in Série A anche il Náutico, il Ponte Preta, e lo Sport.

## Squadre partecipanti
| Squadra         | Città              | Stato               | Stagione 2010  |
| --------------- | ------------------ | ------------------- | -------------- |
| ABC             | Natal              | Rio Grande do Norte | 1º in Série C  |
| Americana       | Americana          | San Paolo           | 15º in Série B |
| ASA             | Arapiraca          | Alagoas             | 9º in Série B  |
| Boa Esporte     | Varginha           | Minas Gerais        | 2º in Série C  |
| Bragantino      | Bragança Paulista  | San Paolo           | 8º in Série B  |
| Criciúma        | Criciúma           | Santa Catarina      | 3º in Série C  |
| Duque de Caxias | Duque de Caxias    | Rio de Janeiro      | 11º in Série B |
| Goiás           | Goiânia            | Goiás               | 19º in Série A |
| Grêmio Barueri  | Barueri            | San Paolo           | 20º in Série A |
| Guarani         | Campinas           | San Paolo           | 18º in Série A |
| Icasa           | Juazeiro do Norte  | Ceará               | 12º in Série B |
| Náutico         | Recife             | Pernambuco          | 13º in Série B |
| Paraná          | Curitiba           | Paraná              | 7º in Série B  |
| Ponte Preta     | Campinas           | San Paolo           | 14º in Série B |
| Portuguesa      | San Paolo          | San Paolo           | 5º in Série B  |
| Salgueiro       | Salgueiro          | Pernambuco          | 4º in Série C  |
| São Caetano     | São Caetano do Sul | San Paolo           | 10º in Série B |
| Sport Recife    | Recife             | Pernambuco          | 6º in Série B  |
| Vila Nova       | Goiânia            | Goiás               | 16º in Série B |
| Vitória         | Salvador           | Bahia               | 17º in Série A |

## Classifica finale
|  | Pos. | Squadra         | Pt | G  | V  | N  | P  | GF | GS | DR  |
|  | ---- | --------------- | -- | -- | -- | -- | -- | -- | -- | --- |
|  | 1.   | Portuguesa      | 81 | 38 | 23 | 12 | 3  | 82 | 38 | +44 |
|  | 2.   | Náutico         | 64 | 38 | 17 | 13 | 8  | 51 | 41 | +10 |
|  | 3.   | Ponte Preta     | 63 | 38 | 17 | 12 | 9  | 63 | 45 | +18 |
|  | 4.   | Sport Recife    | 61 | 38 | 17 | 10 | 11 | 62 | 44 | +18 |
|  | 5.   | Vitória         | 60 | 38 | 17 | 9  | 12 | 61 | 48 | +13 |
|  | 6.   | Bragantino      | 58 | 38 | 16 | 10 | 12 | 65 | 53 | +12 |
|  | 7.   | Boa Esporte     | 57 | 38 | 16 | 9  | 13 | 44 | 40 | +4  |
|  | 8.   | Americana       | 56 | 38 | 15 | 11 | 12 | 40 | 45 | -5  |
|  | 9.   | Grêmio Barueri  | 53 | 38 | 15 | 8  | 15 | 48 | 53 | -5  |
|  | 10.  | ABC             | 53 | 38 | 13 | 14 | 11 | 52 | 53 | -1  |
|  | 11.  | Goiás           | 52 | 38 | 16 | 4  | 18 | 51 | 57 | -6  |
|  | 12.  | Guarani         | 52 | 38 | 15 | 7  | 16 | 51 | 48 | +3  |
|  | 13.  | Paraná          | 52 | 38 | 14 | 10 | 14 | 48 | 44 | +4  |
|  | 14.  | Criciúma        | 51 | 38 | 13 | 12 | 13 | 43 | 43 | 0   |
|  | 15.  | São Caetano     | 51 | 38 | 12 | 15 | 11 | 57 | 51 | +6  |
|  | 16.  | ASA             | 48 | 38 | 13 | 9  | 16 | 44 | 54 | -10 |
|  | 17.  | Icasa           | 47 | 38 | 11 | 14 | 13 | 52 | 55 | -3  |
|  | 18.  | Vila Nova       | 32 | 38 | 7  | 11 | 20 | 34 | 53 | -19 |
|  | 19.  | Salgueiro       | 26 | 38 | 8  | 5  | 25 | 32 | 63 | -31 |
|  | 20.  | Duque de Caxias | 17 | 38 | 2  | 11 | 25 | 32 | 84 | -52 |

Legenda:

      Promosse in Série A 2012.
      Retrocesse in Série C 2012.
Note:

Salgueiro, 3 punti di penalizzazione
Tre punti a vittoria, uno a pareggio, zero a sconfitta.